# Helicogloea subardosiaca
Helicogloea subardosiaca är en svampart som först beskrevs av Bourdot & Galzin, och fick sitt nu gällande namn av Donk 1966. Helicogloea subardosiaca ingår i släktet Helicogloea och familjen Phleogenaceae.   Inga underarter finns listade i Catalogue of Life.